# Вознесенська сільська рада (Мелітопольський район)
| Вознесенська сільська рада — колишній орган місцевого самоврядування у Мелітопольському районі Запорізької області з адміністративним центром у с. Вознесенка. Історична дата утворення: в 1861 році. Водоймища на території, підпорядкованій даній раді: р. Молочна. Сільській раді були підпорядковані населені пункти: - с. Вознесенка |

## Склад ради
Рада складалася з 30 депутатів та голови.

### Керівний склад ради
| ПІБ                        | Основні відомості                                            | Дата обрання | Дата звільнення |
| -------------------------- | ------------------------------------------------------------ | ------------ | --------------- |
| Гарабажиу Ольга Тимофіївна | Сільський голова, 1948 року народження, освіта, позапартійна | 26.03.2006   | 31.10.2010      |

Примітка: таблиця складена за даними джерела